# Brachionostylum
Brachionostylum é um género botânico pertencente à família Asteraceae. O género tem apenas uma espécie, Brachionostylum pullei. É endémica da Nova Guiné.
O género foi descrito por Johannes Mattfeld e publicado em Nova Guinea 14: 527. 1932.
Trata-se de um género reconhecido pelo sistema de classificação filogenética Angiosperm Phylogeny Website. Este sistema indica Brachyonostylum Mattf. (SUO) como sinónimo.